# 10244 Thüringer Wald
10244 Thüringer Wald è un asteroide della fascia principale. Scoperto nel 1960, presenta un'orbita caratterizzata da un semiasse maggiore pari a 2,4038743 UA e da un'eccentricità di 0,1021288, inclinata di 7,48164° rispetto all'eclittica.
È dedicato alla Selva di Turingia (in tedesco Thüringer Wald), in Germania.